# Radagast
Radagast is een personage uit In de Ban van de Ring van J.R.R. Tolkien. Hij wordt ook wel Aiwendil genoemd. Dit is elfs voor vogelvriend (Engels: bird-friend) of vogelliefhebber (Engels: bird-lover). Radagast is een Maia, een van de Istari (andere Istari zijn bijvoorbeeld Gandalf en Saruman). Radagast werd de Bruine (Engels: the Brown) genoemd. De Istari werden gezonden om tegenwicht te bieden aan Sauron. Zij hadden elk hun eigen rang en hun eigen kwaliteiten. De bijzonderste kwaliteiten van Radagast waren vooral zijn begrip en kennis van de levende natuur, hij kon communiceren met vele soorten vogels.
Radagast woonde in Rhosgobel, dat waarschijnlijk aan de rand van het Demsterwold lag, ongeveer honderd kilometer ten noorden van Dol Guldur, maar de exacte locatie is onzeker.

## Rol in de boeken
Radagast heeft een bescheiden rol in In de Ban van de Ring, hij was door Saruman gezonden om Gandalf naar hem toe te sturen, maar hij wist niets van het verraad dat Saruman beraamd had. Saruman zou hierbij vol minachting over hem spreken als Radagast de Vogeltemmer (Engels: Radagast the Bird-tamer) en Radagast de Dwaas (Engels: Radagast the Fool).
Radagast ging zodanig op in de natuur dat hij zijn missie vergat en waarschijnlijk daarom Sarumans verraad niet opmerkte. In zijn onschuld, echter, stuurde hij op verzoek van Gandalf vele van zijn dierenvrienden uit om informatie te verzamelen naar Isengard, waar Gandalf Saruman zou ontmoeten. Gwaihir, de machtige adelaar vond daardoor Gandalf, die gevangen was op de top van de Orthanc en bracht hem in veiligheid.

## In films
Ondanks dat hij een rol heeft in het boek, komt Radagast niet voor in de Lord of the Rings-filmtrilogie. In de films weet Gandalf na te zijn gevangen door Saruman zelf de aandacht van de adelaars te trekken.
Radagast komt wel voor in de Hobbit-filmtrilogie, waarin hij wordt gespeeld door Sylvester McCoy. In deze film heeft hij een beduidend grotere rol dan in het boek. Hij wordt neergezet in de films als een excentriekeling die dieren verkiest boven ander gezelschap. Om die reden heeft Saruman hem niet hoog in aanzien staan. Hij ontdekt dat een duistere macht die hij De Necromancer noemt bezit neemt van zijn bos. Wanneer hij deze necromancer confronteert, wordt hij aangevallen door de Tovenaar-koning van Angmar, maar weet te ontkomen en neemt een dolk van de tovenaar-koning mee als bewijs voor Gandalf en Saruman dat er iets gaande is. In de film verplaatst Radagast zich op een slee voortgetrokken door Rhosgobel-konijnen. Dit is een element dat er voor de film bij is bedacht en niet in de boeken voorkomt.